# انیا کلوگه
انیا کلوگه (انگلیسی: Anja Kluge؛ زادهٔ ۹ نوامبر ۱۹۶۴) قایقران روئینگ اهل آلمان بود.